# Selime İlyasoğlu
Selime İlyasoğlu (ur. 18 listopada 1988) – turecka siatkarka, grająca na pozycji przyjmującej. Od sezonu 2019/2020 występuje w drużynie Beylikdüzü Voleybol İhtisas SK.

## Sukcesy klubowe
Mistrzostwo Turcji:
- 2006, 2007, 2008
- 2009, 2013

Puchar Turcji:
- 2009

Puchar CEV:
- 2012

Puchar Challenge:
- 2014

Mistrzostwo Tajlandii:
- 2015

Mistrzostwo Rumunii:
- 2018

Liga Mistrzyń:
- 2018

## Sukcesy reprezentacyjne
Liga Europejska:
- 2011